# Monopis rejectella
Monopis rejectella is een vlinder uit de familie echte motten (Tineidae). De wetenschappelijke naam van deze soort is voor het eerst geldig gepubliceerd in 1864 door Walker.
De soort komt voor in tropisch Afrika.